# ریسا نیشیوکا
ریسا نیشیوکا (انگلیسی: Risa Nishioka؛ زادهٔ ۳ مارس ۱۹۹۷) بازیکن بسکتبال زن اهل ژاپن است.
وی در مسابقات کشوری و بین‌المللی در مجموع برندهٔ ۱ مدال طلا شده‌است.